# Pyrenestes sanguineus
Pyrenestes sanguineus е вид птица от семейство Estrildidae.

## Разпространение
Видът е разпространен в Буркина Фасо, Гамбия, Гвинея, Гвинея-Бисау, Кот д'Ивоар, Либерия, Мали, Сенегал и Сиера Леоне.